# València republicana
La València republicana comprèn l'època de l'auge del Blasquisme fins a la derrota de la Segona República.
A començament del segle XX València era una ciutat industrialitzada. La seda havia desaparegut, però subsistia la producció de pells i cuirs assaonats i espentava fortament el sector de la fusta, la metal·lúrgia i l'alimentació, este últim tenia un vessant exportador, en particular de vins i agres, molt actiu. Hi era predominant la xicoteta explotació industrial, però dia a dia s'hi introduïa la mecanització i la producció es regia per criteris capitalistes. La millor expressió d'esta dinàmica eren les exposicions regionals, en particular la de 1909, emplaçada a l'actual barri de l'Exposició al costat de l'Albereda, on es mostraven els avanços de l'agricultura i de la indústria.
De tota manera, s'hi vivien moments de crisi: el sistema bipartidista que havia sustentat la Restauració cada vegada concitava menor suport en les urnes; la pèrdua de Cuba va provocar una onada d'indignació generalitzada; els obrers, en nombre creixent per la industrialització, van començar a organitzar-se en demanda de millors condicions de vida. Era el terreny adobat per a l'arrelament d'ideologies radicals. A València el partit republicà de Blasco Ibáñez va arreplegar durant diverses dècades els fruits d'aquell descontentament i va obtindre un enorme suport popular, i també va governar el consistori de manera quasi ininterrompuda entre 1901 i 1923.
La primera guerra mundial va afectar molt l'economia valenciana, va col·lapsar les exportacions de cítrics i va produir l'alça descontrolada dels preus i el desabastiment dels mercats. El 1917 el malestar a la capital es va canalitzar en forma de vaga general, que es va prolongar durant diverses setmanes i va enrarir el ja tens panorama social. Els anys 1919 i 1920 es van repetir les mobilitzacions i es va entrar en una espiral de violència en què es van succeir les bombes i els assassinats de civils i d'agents de l'ordre.
La instauració de la dictadura de Primo de Rivera l'any 1923 va frenar durant alguns anys la conflictivitat social, però no va apagar la creixent radicalització política. El moviment obrer anà consolidant la seua organització sindical, mentre els sectors conservadors s'aglutinaven entorn de la Dreta Regional Valenciana.
El 12 d'abril de 1931 es van fer eleccions locals, en les quals va obtindre una victòria absoluta la coalició de partits republicans, davant la qual cosa Alfons XIII va renunciar al tron, va deixar el país, i s'hi va proclamar la Segona República el 14 d'abril. La república va obrir les vies democràtiques de participació i va incrementar la politització dels ciutadans. No va poder escapar, no obstant això, d'un clima quasi permanent d'agitació social, que va esclatar a València ja des del mes de maig per l'assalt de diverses esglésies i convents i va prosseguir en els mesos següents per vagues i tumults. La mobilització de les masses obeïa a vegades a motius menys conflictius, com el sepeli de les restes mortals de Vicente Blasco Ibáñez el 1932, mort a França, que va constituir una espectacular manifestació de dol i respecte.
L'ascens del front conservador al poder el 1933 va propiciar l'arribada dels blasquistes fins a les més altes instàncies del poder, però al mateix temps va marcar l'inici del seu declivi pel progressiu conservadorisme del partit. El fre a les reformes mampreses en l'etapa anterior va crispar els ànims de l'esquerra, cada vegada més radicalitzada, mentre els sectors dretans més extremistes s'organitzaven entorn de la recentment creada Falange.
Este clima d'enfrontament va marcar les eleccions de 1936, guanyades pel Front Popular, la qual cosa va promoure el fervor de les classes populars, que immediatament van exigir l'adopció de reformes socials i econòmiques. L'ajuntament va ser dissolt i les seues competències van passar a una comissió gestora, i es va excarcerar els presos polítics. Però les protestes van continuar, de nou es van assaltar esglésies i convents, i la polarització entre esquerres i dretes es va fer cada vegada més palpable.
L'alçament militar del 18 de juliol no va triomfar a València, perquè davant l'actitud indecisa dels militars, els milicians del Comité Executiu Popular van assaltar els quarters i es van controlar la ciutat. Durant uns mesos hi va haver un ambient revolucionari, gradualment neutralitzat des del govern. La marxa de la contesa bèl·lica va aconsellar traslladar la capital de la República a València al novembre de 1937: el govern es va instal·lar al palau de Benicarló, i els ministeris van ocupar assenyalats palaus. La ciutat va ser intensament bombardejada per aire i per mar, la qual cosa va portar a la construcció de més de dos-cents refugis per a protegir la població. El 30 de març de 1939 València es va rendir i les tropes nacionals van fer-hi la seua entrada.